# Edge of Seventeen (película)
Edge of Seventeen es una película estadounidense de comedia dramática romántica sobre la transición a la adultez de 1998 dirigida por David Moreton, escrita por Moreton y Todd Stephens, protagonizada por Chris Stafford y coprotagonizada por Tina Holmes y Andersen Gabrych.

## Argumento
Sandusky, Ohio, 1984: Eric Hunter es un adolescente obsesionado con la eurítmica y motivado por la música que está aceptando su identidad sexual. Cuando Eric y su mejor amiga, Maggie, aceptan trabajos de verano en el servicio de comidas en el parque de diversiones local, se hacen amigos de su gerente lesbiana, Angie, y del estudiante universitario gay, Rod. Las chispas vuelan entre los dos chicos, incluso mientras Maggie espera pacientemente entre bastidores el afecto de Eric. Eric y Rod finalmente tienen una cita que termina en un motel, pero luego Rod regresa rápidamente a la Universidad Estatal de Ohio. El encuentro deja a Eric con sentimientos encontrados, pero ahora está más seguro de su sexualidad.
Después de comenzar su último año de escuela secundaria, Eric comienza a cambiar su apariencia dejando que Maggie tiña la mitad superior de su cabello de rubio y vistiendo ropa más atrevida y afeminada. Esto sorprende a sus queridos padres, pero Eric se entera de que su madre conseguirá un trabajo a tiempo parcial en un multicine local para ayudarlo a estudiar música en Nueva York. Mientras estaba en una fiesta con Maggie, varios chicos de su escuela llaman a Eric insultos relativos a ser gay que lo obligan a irse. Más tarde esa noche, Eric se aventura a ir a la discoteca gay local "The Universal", un antro dirigido nada menos que por su antigua jefa, Angie, quien le dice que no se preocupe por lo que piensen los demás. Baila con un chico que lo lleva a su auto, donde el chico le hace un beso negro a Eric, pero luego se va poco después. Picado por una experiencia sexual sin sentido, llama a Rod, quien al principio parece feliz de saber de él, pero luego le dice a Eric que probablemente no debería llamarlo más. Luego, Eric va a la casa de Maggie donde finalmente le dice que es gay. Maggie no parece estar tan sorprendida ya que sospechaba de la relación de Eric con Rod, pero de todos modos lo consuela.
Eric comienza a visitar el bar con frecuencia, donde se siente aceptado por Angie y su círculo cercano de amigos. Mientras espera encontrarse con Maggie una noche, Eric hace clic con un estudiante universitario local llamado Jonathan. Cuando Maggie finalmente llega al club, los amigos de Angie la abuchean por ser la "mariliendre" de Eric y se va. Eric sigue a Maggie, pero ella está molesta con él por haberla engañado anteriormente. Eric regresa al club para encontrar a Jonathan, solo para descubrir que ya se ha ido. Va a los dormitorios de la universidad de Ohio con la esperanza de encontrarlo, pero decide buscar a Rod. Regresan a la habitación de Rod donde tienen relaciones sexuales. Se muestra que Eric se siente incómodo durante el proceso y se va después de que Rod se queda dormido.
Cuando Eric regresa a casa, su madre, Bonnie, lo embosca sobre su comportamiento y apariencia recientes, y dice que la gente tiene una idea equivocada sobre él. Eric se va y va a ver a Angie. Mientras está en su casa, Angie le explica a Eric que es difícil aceptarse tal como realmente es y que debería darse algo de tiempo. Se reconcilia con Maggie, pero rápidamente se da cuenta de que fue un error después de acostarse juntos. Abatida por su rechazo y su disposición a jugar con sus afectos, Maggie pone fin a la amistad. Después de que ella se va, la madre de Eric lo confronta por un par de cerillas que encontró en su ropa y que eran del bar. Rápidamente niega haber ido alguna vez al Universal y se va. Cuando Eric finalmente llega a casa, encuentra a su madre tocando el piano. Él se acerca a ella; sintiendo que le quitaban un peso de encima.
Más tarde, Eric regresa al bar justo cuando Angie comienza a cantar. La película termina con Eric y Jonathan reunidos mientras ven actuar a Angie. Se da a entender que después de la secundaria, irá a la ciudad de Nueva York para ir a la universidad y vivirá la vida que quiere vivir.

## Reparto
- Chris Stafford como Eric Hunter
- Tina Holmes como Maggie
- Andersen Gabrych como Rod
- Stephanie McVay como Bonnie Hunter
- Lea DeLaria como Angie
- Tony Maietta como Gregg
- Barbie Marie como Frieda
- John Eby como Padre
- Jeff Fryer como Johnathon
- Jason Griffith (sin acreditar) como amigo de la fiesta de la escuela secundaria

## Producción
Si bien parte de la película se desarrolló en la Universidad Estatal de Ohio, una parte del rodaje se completó en Oberlin College.
Gran parte del rodaje tuvo lugar en Sandusky, Ohio, con las escenas del parque de diversiones filmadas en Cedar Point, el parque de diversiones donde el escritor realmente trabajaba cuando estaba en la escuela secundaria.

## Lanzamiento
La película se estrenó en el Festival de Cine de Lesbianas, Gays, Bisexuales y Transgénero de Nueva York en junio de 1998 y en el Festival de Cine de Sundance en enero de 1999, antes de tener un estreno limitado en junio de 1999.

## Recepción
Edge of Seventeen tiene actualmente un índice de aprobación del 79% en Rotten Tomatoes, según 24 reseñas con una calificación promedio de 6,6/10.
Stephen Holden de The New York Times escribió: "Las inseguridades y los deseos turbulentos de la adolescencia rara vez han sido retratados más fielmente en la pantalla que en Edge of Seventeen, el último y más conmovedor de una reciente avalancha de de dramas sobre hombres adolescentes que salen del armario."

## Premios
Outfest 1998:
- Premio del público a Mejor largometraje narrativo (David Moreton)
- Premio del Gran Jurado a Mejor largometraje narrativo estadounidense (David Moreton)
- Premio del Gran Jurado a Mejor guion (Todd Stephens)

Frameline Film Festival 1998:
- Premio del público a la Mejor Película (David Moreton)

## Banda sonora
1. "Right by Your Side" – Eurythmics
2. "Smalltown Boy" – Bronski Beat
3. "Wishing (If I Had a Photograph of You)" – A Flock of Seagulls
4. "Obsession" – Animotion
5. "The Politics of Dancing" – Re-Flex
6. "Love Plus One" – Haircut One Hundred
7. "Destination Unknown" – Missing Persons
8. "So Many Men, So Little Time" – Miquel Brown
9. "High Energy" – Evelyn Thomas
10. "Mickey" – Toni Basil
11. "Why?" – Bronski Beat
12. "Modern Love Is Automatic" – A Flock of Seagulls
13. "In the Name of Love" – Thompson Twins
14. "You're My World" – Cilla Black
15. "Blue Skies" – Lea DeLaria

## En la cultura popular
- Andersen Gabrych, quien interpreta a Rod, aparece como una versión drogada del personaje en Another Gay Sequel: Gays Gone Wild!, otra película del escritor Todd Stephens.
- Stephanie McVay, quien interpreta a Bonnie Hunter, aparece como el mismo personaje en Another Gay Movie, como la madre de Nicco Hunter, otro hijo gay. Repitiendo la escena de esta película cuando Eric le cuenta a su madre (incluso vistiendo un disfraz y peinado similar mientras toca el piano), Nicco anuncia que le gustan los hombres. McVay lo mira con incredulidad y luego dice: "¡Bueno, claro!".